# Alexandra Mîrca
Alexandra Mîrca (n. 11 octombrie 1993, Chișinău, Republica Moldova) este o sportivă moldoveană, în disciplina tir cu arcul. A făcut parte din lotul olimpic al Republicii Moldova la Jocurile Olimpice de vară din 2016, unde a fost eliminată în șaisprezecimi.
Alexandra Mîrca a mai reprezentat Moldova la Jocurile Europene din 2015 din Baku, cât și la Campionatul Mondial de Tir cu Arcul din 2015⁠(en)[traduceți] din Copenhaga.
Alături de Dan Olaru, a fost portdrapelul Republicii Moldova la festivitatea de deschidere a Jocurilor Olimpice de la Tokio. La Jocurile Olimpice de la Paris din 2024 ei au purtat din nou drapelul Republicii Moldova.

## Palmares
- 2016: campioană europeană la dublu mixt alături de Dan Olaru[10]
- 2019: argint la Cupa Mondială de la Berlin la dublu mixt alături de Dan Olaru[11]
- 2023: locul 4 la Jocurile Europene la dublu mixt alături de Dan Olaru[12]